# امیل پیکار
شارل امیل پیکار به تلفظ صحیح فرانسوی (ولی گاهی به اشتباه معروف به پیکارد در ایران) (به فرانسوی: Charles Émile Picard) (زاده ۲۴ ژوئیه ۱۸۵۶ – درگذشته ۱۱ دسامبر در پاریس ۱۹۴۱) ریاضیدان فرانسوی بود.

## زندگی و کارنامه
پدرش صاحب کارخانه ابریشم بود ولی در جریان جنگ فرانسه و پروس و اشغال پاریس به دست آلمان، ثروت خانواده بر باد رفت و امیل و برادرش ناچار با دستمزد کار مادرشان پرورش یافتند. امیل همواره شاگرد خوبی بود. در دبیرستان نمره‌هایی خوب داشت و به ویژه در زبان‌شناسی خوش درخشید. در آزمون ورودی اکول پلی تکنیک و اکول نرمال سوپریور به ترتیب مقام دوم و نخست را به دست آورد. پیکار که در سخنرانی‌های لویی پاستور شرکت می‌کرد و به علوم علاقه‌مند شده بود تصمیم گرفت به جای پلی تکنیک که در آن زمان بیشتر به تربیت مهندسان می‌پرداخت به اکول نرمال سوپریور برود و پس از دانشگاه توانست در دانشگاه پاریس و سپس در تولوز شغل استادی بیابد.
پیکار سهم بزرگی در پیشرفت برخی شاخه‌های ریاضیات مانند نطریه تابع‌ها، جبر، آنالیز و هندسه داشته‌است. چندین قضیه و ساختار در ریاضیات به نام او هستند. از آن جمله اند: قضایای پیکار در آنالیز مختلط، گروه پیمانه‌ای پیکار، رویه پیمانه‌ای پیکار و قضیه پیکار-لیندلف در معادلات دیفرانسیل.
پیکار به عنوان معلم ریاضیات، به خاطر درس گفتارهای عالی اش زبانزد بود. ژاک آدامار او را کاملترین معلمی خواند که او در درسش حاضر بوده‌است. کتاب درس‌هایی از آنالیز او به محض چاپ، به اثری کلاسیک در این زمینه بدل شد در سال ۱۹۰۸ پیکار در کنگره جهانی ریاضیدانان سخنرانی کرد. پس از جنگ جهانی یکم، او یکی از کسانی بود که سخت تلاش کردند تا آلمان از اتحادیه جهانی ریاضیات و کنگره جهانی ریاضیدانان اخراج شود (که البته تنها تا سال ۱۹۲۸ موفق به این کار شدند). پیکار با دختر ریاضیدان شارل هرمیت ازدواج کرد و از او یک دختر و دو پسر داشت که هر دو در جنگ جهانی یکم کشته شدند.